# Raoul Wallenberg-priset (USA)

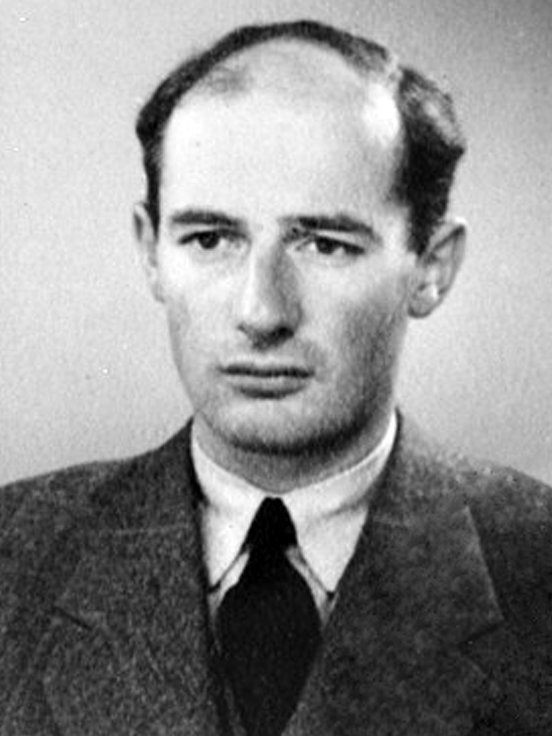
Raoul Wallenberg 1944

Raoul Wallenberg-priset är en amerikansk medborgarrättsutmärkelse.
Raoul Wallenberg Award har sedan 1985 vid ett antal tillfällen delats ut av den amerikanska Raoul Wallenberg-kommittén till individer, grupper och organisationer som arbetar i Raoul Wallenbergs anda, med personligt mod och med icke-våld inför maktförtryck.

## Mottagare av Raoul Wallenberg-priset
- 1985 Raoul Wallenberg (in absentia)

- 1987 Ross Perot, amerikansk finansman som stod bakom fritagande av amerikansk gisslan i Teheran 1979

- 1990 Chiune Sugihara (1900-86), japansk diplomat i Litauen 1939-40

- 1990 Miep Gies (1909-2010), holländska och en av dem som gömt Anne Franks familj  i Amsterdam under andra världskriget

- 1990 Giorgio Perlasca (1910-92), italienare som under täckmantel av att vara spansk diplomat räddat judar undan deportation från Ungern under andra världskriget
- 1991 Alan C. Greenberg (född 1927), amerikansk finansman som varit aktiv för den amerikanska Wallenbergkommittén

- 1994 Harvey M. Meyerhoff (1899-1985), amerikansk affärsman och filantrop, som arbetat för att realisera USA:s förintelsemuseum i Washington D.C.

- 1994 Nicolas Salgo (1914-2005) och Josseline de Ferron Salgo, vilka finansierat uppförandet av Imre Vargas Wallenbergskulptur i  Budapest

- 1994 Thomas Veres, ungerskfödd amerikansk fotograf, som hjälpt Raoul Wallenberg att dokumentera förföljelser av judar i Budapest 1944-45

- 1998 Elizabeth Dole (född 1936), politiker och tidigare ordförande för amerikanska Röda Korset

- 1997 Robert S. Strauss, politiker och amerikansk ambassadör i Moskva 1991-93 efter Sovjetunionens fall, som arbetat med efterforskning av Raoul Wallenbergs öde efter det att Röda armén gripit honom 1945

- 2000 Elisabeth och Sandor Kasza-Kasser. Elisabeth Kasza-Kasser var volontär vid Sveriges legation i Budapest och Raoul Wallenbergs tolk. Sandor Kasza-Kasser var generalsekreterare för Svenska Röda Korset i Ungern 1944-45 och arbetade tillsammans med Valdemar Langlet med att rädda judar undan förföljelse genom bland annat   skyddsbrev och skyddshus.[1]

- 2001 Göran Persson, Sveriges statsminister 1996-2006 och initiativtagare i juni 1997 till kampanjen Levande historia [2]

- 2008 Elliot Broidy (född ca 1957), amerikansk riskkapitalist, finansförvaltare[3][4] och filantrop, ledamot i styrelsen för Simon Wiesenthal Center
- 2017 Charles Aznavour 1998 på Time Online och CNN utsågs han till århundradets artist